# Pixòdar
|  | Aquest article tracta sobre el dinasta de Cària. Vegeu-ne altres significats a «Pixòdar (desambiguació)». |

Pixòdar (grec antic: Πιξώδαρoς, Pixṓdaros, llatí: Pixodarus), anomenat també Pixòdor (grec antic: Πηξόδωρος, Pixódoros, llatí: Pixodorus), fou sàtrapa-rei (dinasta) de Cària. La forma correcte del seu nom deu ser Pixòdar, que és la que consta a les seves monedes.
Era el més jove dels tres fills d'Hecatompos, tots els quals van governar successivament. En vida del seu pare (abans del 377 aC) va ser enviat com a ambaixador a Atenes.
Ja gran va encapçalar la revolta contra la seva germana Ada, vídua i successora el seu germà Idrieu, a la que va expulsar del poder. Ada va poder conservar les fortaleses de l'interior del país (340 aC). Va governar durant uns cinc anys. El 337 aC va oferir la mà de la seva filla gran a Arrideu, fill bastard de Filip II de Macedònia, buscant aliances, per en aquestos moments Alexandre el Gran estava enfrontat amb el seu pare i això el va portar a erigir-se també en pretendent de la princesa cària, cosa que Pixòdar va admetre però Filip II va anul·lar amb la detenció de tots els amics d'Alexandre que havien participat en l'afer. L'aliança de Macedònia i Cària va trontollar. Va conrear també l'amistat de Pèrsia, i va casar la seva filla en matrimoni amb un persa anomenat Orontobates de Cària, que probablement era la mateixa que havia de ser la dona d'Arrideu o d'Alexandre.
Pixòdar va morir, gairebé amb tota la certesa, de mort natural, probablement l'any 335 aC, i el va succeir el seu gendre Orontobates, amb qui sembla que havia compartit el poder encara en vida. En parlen Diodor de Sicília, Flavi Arrià, Plutarc i Estrabó.